# Malcolm Hogg
Malcolm Nicholson Hogg (17 janvier 1883–février 1948) est un banquier anglais et un membre du Conseil de l'Inde de 1920 à 1925.

## Biographie
Hogg est le plus jeune fils du marchand Quintin Hogg. Il fait ses études au Collège d'Eton et Balliol College, Oxford, et rejoint ensuite les banquiers Forbes, Forbes, Campbell & Co, en 1904, travaillant dans leur bureau de Bombay l'année suivante. Il devient ensuite associé et passe le reste de sa vie en Inde, devenant vice-président puis président de la Chambre de commerce de Bombay, qu'il représente à la législature de la province, et siégeant au conseil du vice-Roi de 1917 à 1919 et au Conseil de l'Inde de 1920 à 1925. Plus tard, il devient co-vice-président de la Westminster Bank.
Il est fait chevalier dans les années 1920 pour ses services en Inde.
Son frère aîné est Douglas Hogg (1er vicomte Hailsham) et son neveu est Quintin Hogg. Tous les deux sont Lord Chancelier. Son grand-père, James Hogg (1er baronnet) a également siégé au Conseil de l'Inde.